# Estadi Nacional d'Esports de Zimbàbue
L'Estadi Nacional d'Esports de Zimbàbue o National Sports Stadium (NSSZ) és un estadi esportiu de la ciutat de Harare, a Zimbàbue.
Té una capacitat per a 60.000 espectadors. És l'estadi més gran del país. Principalment és utilitzat per la pràctica del futbol, essent la seu de la selecció nacional i del club CAPS United FC; i del rugbi.
Va ser inaugurat l'any 1987. Va ser seu dels Jocs Panafricans de 1995. Fou tancat durant el 2006 amb motiu de ser renovat.
El 14 de setembre de 2019, l'estadi va acollir el funeral de l'antic president de Zimbabwe Robert Mugabe, que també va restar obert a l'assistència del públic, amb una foto aèria que mostrava que l'estadi amb capacitat per a 60.000 persones estava aproximadament un quart ple.